# Natusha
Natusha, nome artístico de Nathalie Díaz Rodríguez (Issy-les-Moulineaux, 10 de março de 1966) é uma cantora venezuelana nascida na França. Tornou-se conhecida na América como a "Rainha da Lambada" no apogeu do ritmo no fim dos anos 1980 e começo dos anos 1990.

## Biografia
Filha de mãe espanhola e pai português, viveu em Paris até aos 15 anos, e depois viveu em Portugal durante dois anos até se mudar para o Brasil, onde se aprofundou no mundo da música caribenha após seu primeiro contato com a bossa e outros gêneros específicos. Foi descoberta por Luis Alva, produtor peruano com base na Venezuela, que a lançou com sucesso no Natal de 1990, juntamente com o grupo Kondor Band, tudo isto no auge da lambada. Natusha sentiu-se realizada com a sua dupla nacionalidade (francesa e venezuelana).
É formada em piano, voz e estudos musicais.

## Discografia
| Ano de publicação | Título                | Editora    | Temas |
| 1990              | Natusha & Kondor Band | EMI Latin  | El La Engañó/ Sombras/ Sei Sei Sei/ Sin Ti/ Princesa Del Sol/ Rumba Lambada/ Gira Gira/ Tengo Ganas De Llorar/ Camino Del Puente Viejo/ Buscando Olvido/ Urubamba, Rio Sagrado.                                                                     |
| 1991              | Enamorada             | EMI Latin  | Tu La Tienes Que Pagar/ Lento/ Cuántos Besos/ Ay, Ay, Ay Corazón/ Una Pena Tengo Yo/ Enamorada Estoy/ Amor Del Mío/ Que Nos Dejen En Paz/ El Camaleón.                                                                                              |
| 1992              | Re-Mix I              | EMI Rodven | Así Así/ Que Nos Dejen En Paz/ Una Pena Tengo Yo/ Dame Un Besito/ Tu La Tienes Que Pagar/ El Meneito. |
| 1993              | Natusha               | EMI Rodven | Qué Pena/ Cóseme Los Pantalones/ No Me Quieras Tanto/ Vuelve/ Qué Has Hecho Conmigo/ Mentira Tras Mentira/ Me Late El Corazón/ No Hubo Tiempo/ Ay Corazón/ La Espinita/ Dame Acá Mi Corazón/ Paso Afrodisiaco.                                      |
| 1994              | Re-Mix II             | EMI Rodven | El Higueron/ Cóseme Los Pantalones/ Que Pena/ Moviendo Tu Cintura/ Ay Corazón/ Super Mix. |
| 1995              | Sol y Luna            | EMI Rodven | Sal Y Agua/ Rompe El Hielo/ Sin Fe/ Ya No Me Pidas Volver/ Chica Natural/ No Puedo Estar Sin Ti/ Respect/ Si Me Quisieras/ Che Ché Colé/ No Quiero Ser Sexy/ Moviendo La Cintura.                                                                   |
| 1996              | Natusha En Concierto  | EMI Rodven | Che Che Cole - Así Así/ Sei Sei Sei - El La Engaño - Rumba Lamabada/ Que Pena/ Como La Lluvia/ La Engañada/ Dame Un Besito/ Me Late El Corazón/ Camaleón/ La Mentira/ Amigos/ Coseme Los Pantalones/ Dance Whit Me Tonigth/ Tu La Tienes Que Pagar. |